# The Paramour Sessions
The Paramour Sessions is het vijfde studioalbum van de Amerikaanse rockband Papa Roach. Het album kwam uit op 12 september 2006. Tijdens de opnames van dit album huurde de band 'The Paramour Mansion', een geluidsstudio/landgoed in Silver Lake (Los Angeles) die in de albumtitel terugkomt. Van dit album komen twee singles: ...To Be Loved en Forever. Dit album is het laatste album opgenomen met drummer Dave Buckner.
Het album kwam binnen op de zestiende plaats in de Amerikaanse hitlijst Billboard 200. In de eerste week na de uitgave werden 37.000 exemplaren van The Paramour Sessions verkocht. In de Verenigde Staten zijn meer dan 450.000 exemplaren verkocht.
De luxe uitgave van The Paramour Sessions kwam uit op 12 juni 2007. Deze versie bevat een alternatieve albumhoes, een uitvouwbare poster, een achtergrond voor mobiele telefoons en een gratis ringtone van het nummer Forever.

## Nummers
Alle muziek en teksten zijn geschreven door Jacoby Shaddix en Tobin Esperance, tenzij anders aangegeven. 
| 1.                 | ...To Be Loved                                                          | 3:03 |
| 2.                 | Alive (N' Out of Control)                                               | 3:22 |
| 3.                 | Crash                                                                   | 3:21 |
| 4.                 | The World Around You (Shaddix, Esperance, Dave Buckner en Jerry Horton) | 4:35 |
| 5.                 | Forever (Shaddix, Esperance, Buckner en Horton)                         | 4:06 |
| 6.                 | I Devise My Own Demise                                                  | 3:36 |
| 7.                 | Time Is Running Out                                                     | 3:23 |
| 8.                 | What Do You Do?                                                         | 4:22 |
| 9.                 | My Heart Is a Fist (Shaddix, Esperance en Horton)                       | 4:58 |
| 10.                | No More Secrets (Shaddix, Esperance en Horton)                          | 3:15 |
| 11.                | Reckless (Shaddix, Esperance en Buckner)                                | 3:34 |
| 12.                | The Fire (Shaddix, Esperance en Horton)                                 | 3:32 |
| 13.                | Roses on My Grave (Shaddix en Horton)                                   | 3:13 |
| 14.                | The Addict (iTunes exclusief)                                           | 3:26 |
| Totale duur: 48:27 |                                                                         |      |

| Nr. | Titel                          | Duur |
| --- | ------------------------------ | ---- |
| 14. | Heridas (Scars Spaanse versie) | 3:28 |

| Nr. | Titel                                       | Duur |
| --- | ------------------------------------------- | ---- |
| 14. | Scars (Live in Chicago)                     | 3:38 |
| 15. | SOS (Shaddix, Esperance, Buckner en Horton) | 2:44 |

## Bandleden
- Jacoby Shaddix – leadzang
- Jerry Horton – gitaar, achtergrondzang
- Tobin Esperance – basgitaar, achtergrondzang
- Dave Buckner – drums, percussie

## Hitnoteringen

### Album Top100
| The Paramour Sessions in de Nederlandse Album Top 100 – binnen: 21-10-2006 | The Paramour Sessions in de Nederlandse Album Top 100 – binnen: 21-10-2006 |
| Week                                                                       | 1                                                                          |
| -------------------------------------------------------------------------- | -------------------------------------------------------------------------- |
| Nummer                                                                     | 86                                                                         |